# Triaspis pissodis
Triaspis pissodis är en stekelart som beskrevs av Henry Lorenz Viereck 1912. Triaspis pissodis ingår i släktet Triaspis och familjen bracksteklar. Inga underarter finns listade i Catalogue of Life.